# Lawrence Parsons (generale)
Sir Lawrence Worthington Parsons (1850 – 1923) è stato un generale britannico.

## Biografia
Cresciuto a Parsonstown nella Contea di Offaly, Parsons ottenne la commissione come ufficiale nella Royal Artillery nel 1870, sposandosi nel 1880 con In 1880 Florence Belinda Graves. Prestò servizio nella Seconda guerra boera e prese parte alla Battaglia di Colenso, alla Battaglia di Spion Kop ed alla Presa di Ladysmith. Nominato Ispettore Generale dell'Artiglieria in India nel 1903, divenne General Officer Commanding dell'8th Division nell'Irlanda meridionale nel 1906 e General Officer Commanding della 6th Division sempre in Irlanda del sud nel 1907 prima di ritirarsi dal servizio attivo nel 1909. Venne richiamato alle armi come General Officer Commanding della 16th (Irish) Division nel 1914 allo scoppio della prima guerra mondiale e si ritirò nuovamente a vita privata nel 1916.